# Troyes AC
Espérance Sportive Troyes Aube Champagne, oftast kallad Troyes AC, är en fransk fotbollsklubb i Troyes. Klubben grundades 1900 och spelar sina hemmamatcher på Stade de l'Aube. Klubben ägs av det brittiska holdingbolaget City Football Group.

## Spelare

### Truppen
| Nr | Land           | Pos | Namn                                         |
| -- | -------------- | --- | -------------------------------------------- |
| 1  | Frankrike      | MV  | Ryan Bouallak                                |
| 2  | USA            | F   | Erik Palmer-Brown (lån från Manchester City) |
| 3  | Mali           | F   | Youssouf Koné (lån från Lyon)                |
| 4  | Frankrike      | F   | Giulian Biancone                             |
| 5  | Kamerun        | MF  | Tristan Dingomé                              |
| 6  | Mali           | MF  | Rominigue Kouamé                             |
| 7  | Tunisien       | A   | Yoann Touzghar                               |
| 8  | Frankrike      | F   | Jimmy Giraudon                               |
| 9  | Sydkorea       | A   | Hyun-Jun Suk                                 |
| 10 | Frankrike      | MF  | Florian Tardieu                              |
| 11 | Luxemburg      | A   | Gerson Rodrigues (lån från Dynamo Kiev)      |
| 12 | England        | A   | Levi Lumeka                                  |
| 13 | Frankrike      | F   | Gabriel Mutombo                              |
| 14 | Frankrike      | MF  | Dylan Chambost                               |
| 15 | Frankrike      | MF  | Karim Azamoum                                |
| 16 | Frankrike      | MV  | Sébastien Renot                              |
| 17 | Franska Guyana | F   | Yoann Salmier                                |

| Nr | Land                         | Pos | Namn                                        |
| -- | ---------------------------- | --- | ------------------------------------------- |
| 18 | Centralafrikanska republiken | MF  | Calvin Bombo                                |
| 19 | Marocko                      | F   | Oualid El Hajjam                            |
| 20 | Frankrike                    | MF  | Renaud Ripart                               |
| 21 | Nederländerna                | F   | Philippe Sandler (lån från Manchester City) |
| 22 | Algeriet                     | F   | Yasser Larouci                              |
| 23 | Frankrike                    | F   | Adil Rami                                   |
| 24 | Frankrike                    | MF  | Xavier Chavalerin                           |
| 25 | Guinea-Bissau                | A   | Mama Baldé                                  |
| 26 | England                      | A   | Patrick Roberts (lån från Manchester City)  |
| 27 | Frankrike                    | MF  | Brandon Dominguès                           |
| 28 | Marocko                      | A   | Nassim Chadli                               |
| 29 | Burkina Faso                 | F   | Issa Kaboré (lån från Manchester City)      |
| 30 | Frankrike                    | MV  | Gauthier Gallon                             |
| 40 | Frankrike                    | MV  | Jessy Moulin                                |
| -  | Frankrike                    | F   | Benrandy Abdallah                           |
| -  | Kongo-Brazzaville            | MF  | Eden Massouema                              |
| -  | Brasilien                    | MF  | Metinho                                     |

### Utlånade spelare
| Nr | Land      | Pos | Namn                                                 |
| -- | --------- | --- | ---------------------------------------------------- |
|    | Slovenien | MF  | Enrik Ostrc (i Olimpija Ljubljana till 30 juni 2022) |
|    | Frankrike | F   | Mahamadou Dembélé (i Pau till 30 juni 2022)          |

| Nr | Land     | Pos | Namn                                               |
| -- | -------- | --- | -------------------------------------------------- |
|    | Ukraina  | A   | Mykola Kukharevych (i OH-Leuven till 30 juni 2022) |
|    | Portugal | MF  | Rui Pires (i Paços de Ferreira till 30 juni 2022)  |